# Infinite Crisis
Infinite Crisis var sju seriealbum utgivna 2005 och 2006 av DC Comics.

## Bakgrund och crossovers
Det inofficiella startskottet för serien kan sägas vara miniserien "Identity Crisis" som skakade om DC:s universum i grunden. Några månader senare kom one-shotnumret "Countdown to Infinite Crisis", vilket ledde till fyra nya miniserier; "Villains United", "Day of Vengeance", "Omac Project", samt "Rann/Thanagar War". Dessa ledde i sin tur in i huvudserien "Infinite Crisis".
Megaäventyret kopplades även ihop med pågående historier i andra DC-tidningar såsom Batman, Batman/Superman, JLA, JSA, Flash, Teen Titans, Outsiders och många fler.

## Dödsfall
Här följer de figurer som avled under Infinite Crisis och de miniserier som ledde fram till serien.

### Hjältar
- Sue Dibny
- Jack Drake
- Firestorm I
- Blue Beetle II
- Hawkwoman
- Rocket Red #4
- Shazam
- Supermen of America
- Pariah
- Black Condor II
- Phantom Lady II
- Human Bomb
- Doctor Fate IV
- Fury II
- Neptune Perkins
- T'Charr och Terataya
- Nabu
- Koryak
- Vulko
- Pantha
- Baby Wildebeest
- Bushido

### Skurkar
- Captain Boomerang
- Fiddler
- Hyena II
- Overthrow
- Maxwell Lord
- Demolition Team
- Fastball
- Firefly
- Parademon
- Fisherman
- Ratcatcher
- Doctor Polaris
- Royal Flush Gang
- Kite-Man
- Lord Satanus
- Captain Nazi
- Onimar Synn
- Fel Andar
- Stallion

 Artikeln var, i den version den hade den 27 januari 2006, helt eller delvis hämtad från Seriewikin (hos Seriefrämjandet): Infinite Crisis